# Divandu
Divandu es un género de peces de la familia Cichlidae que contiene una sola especie, Divandu albimarginatus, la cual es endémica de la República del Congo y Gabón en África. 
Es un pez de agua dulce y de zonas tropicales anteriormente mencionadas. Es de color marrón-dorado con gradiente blanco hacia su aleta caudal, con iridiscencia azul en todas sus aletas, no presenta ninguna diferencia sexual y llega a crecer unos 11 cm.
Habita en ríos de aguas claras con un pH de 7-7.5 y a una temperatura de 21-22 °C. Es comúnmente encontrado junto a Chromidotilapia mamonekenei.